# Pammenodes glaucana
Pammenodes glaucana är en fjärilsart som beskrevs av Julius Thomas von Kennel 1901. Pammenodes glaucana ingår i släktet Pammenodes och familjen vecklare. Inga underarter finns listade i Catalogue of Life.